# اچ‌ام‌اس کورنوال (۱۸۱۲)
اچ‌ام‌اس کورنوال (۱۸۱۲) (به انگلیسی: HMS Cornwall (1812)) یک کشتی بود که طول آن ۱۷۶ فوت (۵۴ متر) بود. این کشتی در سال ۱۸۱۲ ساخته شد.